# ブレマー郡 (アイオワ州)
ブレマー郡 (Bremer County) は、アメリカ合衆国アイオワ州に属する郡である。
2010年の国勢調査によると、ブレマー郡の人口は24,276人である。 
ブラックホーク郡・グランディ郡と共に、「ウォータールー＝シーダーフォールズ・メトロポリタン・エリア」（国勢調査局が指定した都市圏）を形成している。
郡名は、スウェーデンの女流詩人で社会活動家のフレデリカ・ブレーメル（典: Fredrika Bremer）を称賛したアイオワ州知事スティーブン・ヘンプステッド（Stephen Hempstead）の提案が採用され、同郡内に綴りは異なるがやはりブレーメルに因んだ「フレデリカ」（英: Frederika, Iowa）という地名もある。

## 地理

### 高速道路
| - U.S. Highway 63 - U.S. Highway 218 - Iowa Highway 3 - Iowa Highway 27 | - Iowa Highway 93 - Iowa Highway 188 |

## 郡区
14の郡区に分かれている。
| - デイトン郡区（Dayton） - ダグラス郡区（Douglas） - フランクリン郡区（Franklin） - フレデリーカ郡区（Frederika） - フレモント郡区（Fremont） | - ジャクソン郡区（Jackson） - ジェファーソン郡区（Jefferson） - ラファイエット郡区（Lafayette） - レロイ郡区（Le Roy） - マックスフィールド郡区（Maxfield） | - ポーク郡区（Polk） - サムナー第2郡区（Sumner No. 2） - ウォレン郡区（Warren） - ワシントン郡区（Washington） |

## 大学
- Wartburg College - Waverly

## その他
Bremer County Fairが、毎年8月初めに開催されている。